# کارلی هانت
کارلی هانت (انگلیسی: Carly Hunt؛ زادهٔ ۹ فوریهٔ ۱۹۸۲) بازیکن سابق فوتبال اهل انگلستان است.
وی همچنین در تیم ملی فوتبال زنان انگلستان بازی کرده است.